# 팻 콜리

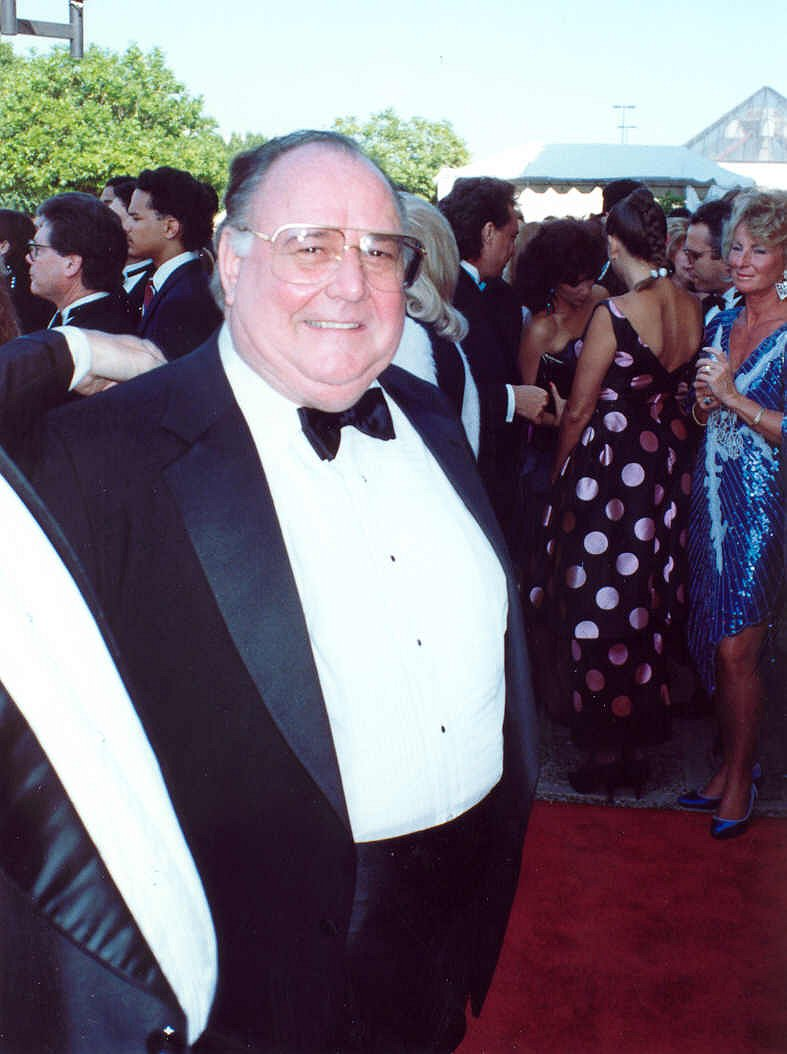

팻 콜리(Pat Corley, 1930년 6월 1일 ~ 2006년 9월 11일)는 미국의 배우, 성우이다.
댈러스에서 태어났으며 로스앤젤레스에서 사망하였다.

## 출연 작품
- 워킹 어크로스 이집트 (1999년)
- 운명의 칵테일 (1990년)
- 스텝포드의 비밀 (1987, The Stepford Children)
- 크리스마스 선물 (1986년)
- 형사 스타크 (1986년)
- 케네디가의 신화 (1985년)
- 원초적 살인 (1984년)
- 어게인스트 (1984년)
- 스타플라이트 (1983년)
- 뉴욕의 사랑 (1982년)
- 남자의 진실 (1982년)
- 악마의 손 (1981년)
- 고백 (1981년)
- 러빙 커플스 (1980년)
- 블랙 마블 (1980년)
- 사랑의 심판 (1980년)
- 로즈 (1979년)
- 나이트윙 (1979년)
- A Death in Canaan (1978)
- 귀향 (1978년)
- 로우 앤 디소더 (1974년)

### 텔레비전
- 명탐정 바나비 존즈 (1977-80)
- 사랑의 화원 (1979)
- 달리는 사이먼 (1984-87)
- 프레스노 (1986, Fresno)
- 머피 브라운 (1988-98)